# Havsbaden
Havsbaden är en bebyggelse i Ängelholms kommun i Skåne län som utgörs av en bebyggelse i västra delen av samhället Ängelholm, invid havsstranden. SCB klassade bebyggelsen som en del av tätorten Ängelholm från 1990 till 2015 och åter från 2020. Vid avgränsningen 2015 och 2018 klassades den som en separat tätort 
Ängelholms Tennisklubb finns i Havsbaden. 

## Befolkningsutveckling
| Befolkningsutvecklingen i Havsbaden 2015–2015        | Befolkningsutvecklingen i Havsbaden 2015–2015 | Befolkningsutvecklingen i Havsbaden 2015–2015 | Befolkningsutvecklingen i Havsbaden 2015–2015 | Befolkningsutvecklingen i Havsbaden 2015–2015 |
| ---------------------------------------------------- | --------------------------------------------- | --------------------------------------------- | --------------------------------------------- | --------------------------------------------- |
|                                                      |                                               |                                               |                                               |                                               |
| År                                                   |                                               |                                               | Folkmängd                                     | Areal (ha)                                    |
| 2015                                                 | 2015                                          |                                               | 521                                           | 83                                            |
| Anm.: Ny tätort 2015, utbruten ur tätorten Ängelholm |                                               |                                               |                                               |                                               |